# Jérôme Tonnerre
Pour les articles homonymes, voir Tonnerre (homonymie).
Jérôme Tonnerre est un scénariste français, né à Paris en 1959.

## Biographie
Voisin de François Truffaut, il devient un familier du réalisateur à la fin des années 70. Truffaut conseille à Tonnerre de se lancer dans l'écriture de scénario. Jérôme Tonnerre suit ce conseil et écrit des films pour Claude Sautet (Un cœur en hiver) ou Patrice Leconte (Mon meilleur ami, Confidences trop intimes).
Il a également écrit plusieurs ouvrages, notamment Le Petit Voisin, consacré à sa relation avec François Truffaut.

## Filmographie sélective
- 1984 : Vive la vie de Claude Lelouch
- 1985 : Partir, revenir de Claude Lelouch
- 1986 : Un homme et une femme : Vingt ans déjà de Claude Lelouch
- 1988 : Quelques jours avec moi de Claude Sautet
- 1988 : Chouans ! de Philippe de Broca
- 1989 : Les Deux Fragonard de Philippe Le Guay
- 1990 : Les Mille et Une Nuits de Philippe de Broca
- 1990 : La Gloire de mon père d'Yves Robert
- 1990 : Le Château de ma mère d'Yves Robert
- 1991 : Un cœur en hiver de Claude Sautet
- 1997 : Le Bossu de Philippe de Broca
- 1998 : Restons groupés de Jean-Paul Salomé
- 2001 : Belphégor, le fantôme du Louvre de Jean-Paul Salomé
- 2002 : Peau d'Ange de Vincent Pérez
- 2003 : Bon voyage de Jean-Paul Rappeneau
- 2004 : Confidences trop intimes de Patrice Leconte
- 2005 : Backstage d'Emmanuelle Bercot
- 2005 : Aux abois de Philippe Collin
- 2005 : Dalida [(téléfilm) de Joyce Buñuel
- 2006 : Mon meilleur ami de Patrice Leconte
- 2010 : Quartier lointain de Sam Garbarski
- 2011 : Les Femmes du 6e étage de Philippe Le Guay
- 2012 : J'enrage de son absence de Sandrine Bonnaire
- 2012 : Elle s'en va d'Emmanuelle Bercot
- 2012 : Renoir de Gilles Bourdos
- 2015 : Floride de Philippe Le Guay
- 2017 : L'École buissonnière de Nicolas Vanier
- 2020 : Poly de Nicolas Vanier
- 2022 : Maigret de Patrice Leconte
- 2022 : Les Enfants des justes (téléfilm) de Fabien Onteniente
- 2024 : C'est le monde à l'envers ! de Nicolas Vanier
- 2025 : Le Secret de Khéops de Barbara Schulz